# Heaven & Hell (album)
A Heaven & Hell Meat Loaf és Bonnie Tyler első és egyetlen közös válogatásalbuma javarészt Jim Steinman dalaival. Olyan szerzemények kerültek fel a korongra, mint a Total Eclipse of the Heart, Bat out of Hell, Holding Out for a Hero vagy a Dead Ringer for Love. Egyedülálló kollekció, amit már többször is kiadtak nagy sikerrel, legutóbb 2011 nyarán díszdobozban. De 2003-an  air Marks&Spencer üzleház saját gyártásban is kiadta limitált példányszámban egy bővített változatot Side by Side címmel.

## Az albumról
Többségében Jim Steinman szerzeményeit tartalmazza a korong Meat Loaf és Bonnie Tyler előadásában. Olyan nagy slágerek, mint a Bat Out Of Hell, Total Eclipse Of The Heart, Two Out Of Three Ain't Bad, Holding Out For A Hero vagy éppen a Dead Ringer For Love, amit Meat Loaf és Cher énekel duettben. Az album a Sony gondozásában jelent meg először 1993-ban, majd 1999-ben és végül 2003-ban, amikor is ismét felkerült az Írországi lemezeladási lista 45.ik helyére. Az első kiadás 1989-ben jelent meg a Telstar kiadótól az Egyesólt Királyságban, majd a Concept Records forgalmazásában Ausztráliában hanglemez, audiokazetta és CD formátumban, 14 dallal. Majd 1993-ban a Columbia és a Cleveland kiadó gondozásában ismét kiadták CD-n, audiokazettán és mini disc formátumban megváltoztatott borítóval. Bonnie Tylertől mindkét kiadványon ugyanazok a dalok szerepelnek, bár némelyek, mint például a Loving You's a Dirty Job egy nagyon rövidre, mindössze alig több mint 4 percesre vágott verzióban hallható. Meat Loaftól azonban 2 dalcsere is történt. Ez az egyetlen kollekció, amelyen csak és kizárólag a két énekes dalai kaptak helyet.
2011. augusztus 3.-án került a boltokba ismételten a Heaven & Hell kollekció az Egyesült Királyságban exkluzív díszdobozba csomagolva, változatlanul 14 dallal.

## Kiadások
| Kiadás éve | Cím                                                     | Kiadó            | CD EAN kód    | Megjegyzés                                      |
| ---------- | ------------------------------------------------------- | ---------------- | ------------- | ----------------------------------------------- |
| 1989       | Bonnie + Meatloaf - Heaven + Hell                       | Telstar Records  | 5014469523616 | első kiadás                                     |
| 1993       | Meat Loaf & Bonnie Tyler - Heaven & Hell                | COLUMBIA         | 5099747366628 | második kiadás, megváltoztatott borító          |
| 2003       | Side by Side: Meat Loaf / Bonnie Tyler                  | Marks&Spencer UK | M7757341S     | Limitált kiadás 18 dallal és karriertörténettel |
| 2005       | Meat Loaf & Bonnie Tyler - Heaven & Hell                | COLUMBIA         | 5099747366628 | bővített szövegkönyv fényképekkel               |
| 2011       | Meat Loaf & Bonnie Tyler - Heaven & Hell Girls Night In | Sony Music       | 886979526228  | díszdobozos kiadás                              |

## Dalok
*1989 - Telstar Records
| #  | Dalcím                                                | Zeneszerző    | Producer     | Hossz | Előadó                       |
| -- | ----------------------------------------------------- | ------------- | ------------ | ----- | ---------------------------- |
| 1  | Dead Ringer for Love                                  | Jim Steinman  | Jim Steinman | 4:23  | Meat Loaf & Cher             |
| 2  | Holding Out for a Hero                                | Jim Steinman  | Jim Steinman | 4:40  | Bonnie Tyler                 |
| 3  | You Took The Words Right Of My Mouth                  | Jim Steinman  | Jim Steinman | 5:05  | Meat Loaf                    |
| 4  | Faster than the Speed of Night                        | Jim Steinman  | Jim Steinman | 4:40  | Bonnie Tyler                 |
| 5  | Have You Ever Seen the Rain?                          | John Fogerty  | Jim Steinman | 4:09  | Bonnie Tyler                 |
| 6  | Two Out of Three Ain’t Bad                            | Jim Steinman  | Jim Steinman | 4:30  | Meat Loaf                    |
| 7  | Total Eclipse of the Heart                            | Jim Steinman  | Jim Steinman | 4:30  | Bonnie Tyler                 |
| 8  | Bat Out of Hell                                       | Jim Steinman  | Jim Steinman | 4:55  | Meat Loaf                    |
| 9  | Straight from the Heart                               | Bryan Adams   | Jim Steinman | 3:50  | Bonnie Tyler                 |
| 10 | Read E’m And Weep                                     | Jim Steinman  | Jim Steinman | 3:47  | Meat Loaf                    |
| 11 | Loving You’s a Dirty Job (But Somebody’s Gotta Do It) | Jim Steinman  | Jim Steinman | 4:12  | Bonnie Tyler & Todd Rundgren |
| 12 | Rock & Roll Merchanaries                              | Michael Ehmig | Frank Farian | 4:50  | Meat Loaf & John Parr        |
| 13 | If You Were a Woman                                   | Desmond Child | Jim Steinman | 4:00  | Bonnie Tyler                 |
| 14 | Modern Girl                                           | Paul Jacobs   | Meat Loaf    | 4:26  | Meat Loaf                    |

*1993 - Columbia Records
| #  | Dalcím                               | Zeneszerző            | Producer     | Hossz | Előadó                       |
| -- | ------------------------------------ | --------------------- | ------------ | ----- | ---------------------------- |
| 1  | Bat Out of Hell                      | Jim Steinman          | Jim Steinman | 4:55  | Meat Loaf                    |
| 2  | Faster than the Speed of Night       | Jim Steinman          | Jim Steinman | 4:40  | Bonnie Tyler                 |
| 3  | You Took The Words Right Of My Mouth | Jim Steinman          | Jim Steinman | 5:05  | Meat Loaf                    |
| 4  | Have You Ever Seen the Rain?         | John Fogerty          | Jim Steinman | 4:01  | Bonnie Tyler                 |
| 5  | Read E’m And Weep                    | Jim Steinman          | Jim Steinman | 3:47  | Meat Loaf                    |
| 6  | Total Eclipse of the Heart           | Jim Steinman          | Jim Steinman | 4:30  | Bonnie Tyler                 |
| 7  | Two Out of Three Ain’t Bad           | Jim Steinman          | Jim Steinman | 4:49  | Meat Loaf                    |
| 8  | Holding Out for a Hero               | Jim Steinman          | Jim Steinman | 4:45  | Bonnie Tyler                 |
| 9  | Dead Ringer For Love                 | Jim Steinman          | Jim Steinman | 4:23  | Meat Loaf & Cher             |
| 10 | If You Were a Woman                  | Desmond Child         | Jim Steinman | 4:25  | Bonnie Tyler                 |
| 11 | If You Really Want To                | G. W. Meyer /T. Neely | Jim Steinman | 3:38  | Meat Loaf                    |
| 12 | Straight from the Heart              | Bryan Adams           | Jim Steinman | 3:45  | Bonnie Tyler                 |
| 13 | Loving You's a Dirty Job             | Jim Steinman          | Jim Steinman | 5:50  | Bonnie Tyler & Todd Rundgren |
| 14 | Heaven Can Wait                      | Jim Steinman          | Jim Steinman | 4:41  | Meat Loaf                    |

## Toplistás hgelyezések
| Chart                     | Legjobb helyezés | Minősítés                                                                                              |
| ------------------------- | ---------------- | --- |
| Egyesült Királyság        | 9                | Aranylemez (100,000) Platinalemez (300,000)Archiválva 2017. július 10-i dátummal a Wayback Machine-ben |
| Egyesült Királyság (1995) | 12               | |
| Ausztrália                | 43               | |
| Írország (2004)           | 47               | |